# Erythrolamprus breviceps
Erythrolamprus breviceps är en ormart som beskrevs av Cope 1861. Erythrolamprus breviceps ingår i släktet Erythrolamprus och familjen snokar.
Arten förekommer i Amazonområdet i norra Brasilien, regionen Guyana, södra Venezuela, södra Colombia, östra Ecuador och nordöstra Peru. Den lever i låglandet och i bergstrakter upp till 1000 meter över havet. Erythrolamprus breviceps vistas i regnskogar och den besöker ibland förändrade landskap som risodlingar. Honor lägger ägg.
Regionalt påverkas beståndet negativt av dammbyggnader. Hela populationen anses vara stabil. IUCN listar arten som livskraftig (LC).

## Underarter
Arten delas in i följande underarter:
- L. b. breviceps
- L. b. canaima